# Trichopetalum uncum
Trichopetalum uncum är en mångfotingart som beskrevs av Cook och Collins 1895. Trichopetalum uncum ingår i släktet Trichopetalum och familjen Trichopetalidae. Inga underarter finns listade i Catalogue of Life.